# 阿塞拜疆共和國國家奧林匹克委員會
阿塞拜疆共和國國家奧林匹克委員會（National Olympic Committee of the Azerbaijani Republic）是阿塞拜疆的國家奧林匹克委員會。該組織成立於1992年，是國際奧林匹克委員會和歐洲奧林匹克委員會的成員。1996年，首次派員參加在美國阿特蘭大舉行的夏季奧運會。
現時，阿塞拜疆共和國國家奧林匹克委員會的總部設在首都巴庫，主席是伊利哈姆·阿利耶夫。

## 資料來源
1. ↑  .   [2014-05-19]. （原始内容存档于2016-06-24）.